# Jörund
Jörund, Jorund eller Eorund var enligt Heimskringla en sveakung av Ynglingaätten. Han var son till Yngve och hade sonen Ane.
Medan deras kusin Hugleik satt som kung var han och hans bror Erik ute i viking, och var alltså inte i Uppsala när Hugleik föll för Hake. Istället fångade de tillsammans kung Gudlaug från Halogaland och hängde honom på Strömsnäs. När de hörde att Hake sänt ifrån sig sina krigare drog de samman en här och for till Uppsala. I striden på fyrisvallarna dödade Hake Erik, varvid Jörund flydde till sina skepp. Hake var dock så svårt sårad att han valde att levande läggas på ett likbål, och Jörund blev kung.
Jörund tillbringade somrarna med att plundra i grannländerna. En sommar befann han sig i Danmark och hade slagit läger i Oddasund. Han blev dock angripen av Gylaug, son till Gudlaug. Under striden upptäckte danerna vad som var på gång och anslöt sig från alla håll. Jorund blev tillfångatagen och hängd av Gylaug.
Jörund efterträddes av sonen Ane.